# Danh sách phim có doanh thu cao nhất tại Ý
Danh sách 50 bộ phim có doanh thu cao nhất nước Ý, các dữ liệu, không tính theo tỷ lệ lạm phát, được cập nhật tại thời điểm 18 tháng 4 năm 2012.
Danh sách (một số có tên tiếng Việt hay tiếng Anh):
| Pos. | Tên phim                                                                                               | Đạo diễn                 | Năm  | Doanh thu;      |
| ---- | --- | ------------------------ | ---- | --------------- |
| 1    | Avatar                                                                                                 | James Cameron            | 2009 | 65.666.319 €    |
| 2    | Titanic                                                                                                | James Cameron            | 1997 | 48.957.166 €[1] |
| 3    | Che bella giornata (tạm dịch: Thật là một ngày tươi đẹp)                                               | Gennaro Nunziante        | 2011 | 43.474.047 €    |
| 4    | La vita è bella (tạm dịch: Cuộc sống tươi đẹp)                                                         | Roberto Benigni          | 1997 | 31.231.984 €    |
| 5    | Alice ở Xứ sở thần tiên                                                                                | Tim Burton               | 2010 | 30.385.172 €    |
| 6    | Benvenuti al Sud (tạm dịch: Chào mừng đến miền Nam)                                                    | Luca Miniero             | 2010 | 29.855.987 €    |
| 7    | Kỷ băng hà 3: Khủng long thức giấc                                                                     | Carlos Saldanha          | 2009 | 29.694.180 €    |
| 8    | Il codice da Vinci (tựa gốc: The Da Vinci Code, tạm dịch: Mật mã Da Vinci)                             | Ron Howard               | 2006 | 28.678.463 €    |
| 9    | Chiedimi se sono felice (tạm dịch: Hỏi tôi có hạnh phúc không)                                         | Aldo, Giovanni & Giacomo | 2000 | 28.458.894 €    |
| 10   | Natale sul Nilo (tạm dịch: Giáng Sinh trên sông Nile)                                                  | Neri Parenti             | 2002 | 28.296.128 €    |
| 11   | Il ciclone (tạm dịch: Cơn lốc)                                                                         | Leonardo Pieraccioni     | 1996 | 28.085.461 €    |
| 12   | Benvenuti al Nord - Welcome to the North                                                               | Luca Miniero             | 2012 | 27.147.228 €    |
| 13   | Pinocchio                                                                                              | Roberto Benigni          | 2002 | 26.197.231 €    |
| 14   | Fuochi d'artificio                                                                                     | Leonardo Pieraccioni     | 1997 | 25.878.172 €    |
| 15   | Harry Potter e la pietra filosofale                                                                    | Chris Columbus           | 2001 | 25.266.393 €    |
| 16   | Madagascar 2                                                                                           | Eric Darnell             | 2008 | 25.091.565 €    |
| 17   | Il paradiso all'improvviso                                                                             | Leonardo Pieraccioni     | 2003 | 24.954.000 €    |
| 18   | Natale a Rio - (Ý- Brazil) - Christmas in Rio                                                          | Neri Parenti             | 2008 | 24.678.792 €    |
| 19   | Natale a New York                                                                                      | Neri Parenti             | 2006 | 23.559.371 €    |
| 20   | Natale in crociera                                                                                     | Neri Parenti             | 2007 | 23.461.775 €    |
| 21   | Il Signore degli Anelli - Il Ritorno del Re - -The Lord of the Rings: The Return of the King           | Peter Jackson            | 2003 | 22.827.684 €    |
| 22   | Così è la vita                                                                                         | Aldo, Giovanni & Giacomo | 1998 | 22.522.708 €    |
| 23   | La leggenda di Al, John e Jack                                                                         | Aldo, Giovanni & Giacomo | 2002 | 22.262.559 €    |
| 24   | Harry Potter e i Doni della Morte - Parte 2                                                            | David Yates              | 2011 | 22.249.994 €    |
| 25   | Alla ricerca di Nemo - Đi tìm Nemo                                                                     | Andrew Stanton           | 2003 | 21.857.887 €    |
| 26   | La banda dei Babbi Natale                                                                              | Paolo Genovese           | 2010 | 21.479.687 €    |
| 27   | Il Signore degli Anelli - La Compagnia dell'Anello - The Lord of the Rings: The Fellowship of the Ring | Peter Jackson            | 2001 | 21.430.427 €    |
| 28   | Natale a Miami                                                                                         | Neri Parenti             | 2005 | 21.249.460 €    |
| 29   | Madagascar                                                                                             | Eric Darnell             | 2005 | 21.199.208 €    |
| 30   | Natale a Beverly Hills                                                                                 | Neri Parenti             | 2009 | 20.983.639 €    |
| 31   | Harry Potter e la camera dei segreti                                                                   | Chris Columbus           | 2002 | 20.889.006 €    |
| 32   | Shrek 2                                                                                                | Andrew Adamson           | 2004 | 20.853.554 €    |
| 33   | Il Signore degli Anelli - Le Due Torri - The Lord of the Rings: The Two Towers                         | Peter Jackson            | 2002 | 20.546.529 €    |
| 34   | Shrek terzo - Shrek the Third                                                                          | Chris Miller             | 2007 | 20.240.874 €    |
| 35   | Harry Potter e il calice di fuoco                                                                      | Mike Newell              | 2005 | 20.127.756 €    |
| 36   | Una moglie bellissima                                                                                  | Leonardo Pieraccioni     | 2007 | 20.030.324 €    |
| 37   | Ti amo in tutte le lingue del mondo                                                                    | Leonardo Pieraccioni     | 2005 | 20.018.144 €    |
| 38   | La passione di Cristo - The Passion of the Christ                                                      | Mel Gibson               | 2004 | 19.939.336 €    |
| 39   | Pirati dei Caraibi - La maledizione del forziere fantasma - Cướp biển vùng Caribe: Chiếc rương tử thần | Gore Verbinski           | 2006 | 19.854.561 €    |
| 40   | Sherlock Holmes                                                                                        | Guy Ritchie              | 2009 | 19.837.758 €    |
| 41   | Il re leone - Vua sư tử                                                                                | Rob Minkoff              | 1994 | 19.419.288 €[2] |
| 42   | Natale in India                                                                                        | Neri Parenti             | 2003 | 19.189.341 €    |
| 43   | Manuale d'amore 2 - Capitoli successivi                                                                | Giovanni Veronesi        | 2007 | 19.032.034 €    |
| 44   | Spider-Man 2                                                                                           | Sam Raimi                | 2004 | 18.976.165 €    |
| 45   | Angeli e demoni (Mỹ- Ý) - Thiên thần và ác quỷ                                                         | Ron Howard               | 2009 | 18.703.840 €    |
| 46   | Natale in Sudafrica                                                                                    | Neri Parenti             | 2010 | 18.654.578 €    |
| 47   | Harry Potter e l'Ordine della Fenice                                                                   | David Yates              | 2007 | 18.629.275 €    |
| 48   | L'era glaciale 2 - Il disgelo - Ice Age: The Meltdown                                                  | Carlos Saldanha          | 2006 | 18.614.284 €    |
| 49   | Sherlock Holmes - Gioco di ombre                                                                       | Guy Ritchie              | 2011 | 18.583.927 €    |
| 50   | Il mio miglior nemico                                                                                  | Carlo Verdone            | 2006 | 18.492.924 €    |
Fonte: Movieplayer.it 

## Note
1. ↑  Il film è uscito una seconda volta nei cinema nel 2012
2. ↑  Il film è uscito una seconda volta nei cinema nel 2011